# Johann Modler
Johann Modler (* 2. Januar 1875 in Landeshut; † 4. März 1964 in Aschaffenburg) war ein deutscher Erfinder und Unternehmer.

## Leben
Nach einem Studium am Polytechnikum in Leipzig kam er 1903 als Ingenieur zur Firma Fichtel & Sachs nach Schweinfurt. Dort entwickelte der die Torpedo-Freilaufnabe. Diese Erfindung trug wesentlich zum Aufstieg der Firma Fichtel & Sachs bei. Das Patent wurde allerdings auf die Firma angemeldet.
1906 wechselte Johann Modler zur Firma FAG Kugelfischer in Schweinfurt. Dort erfand er 1912 das Tonnenrollenlager (DRP Nr. 290 038 vom 16. Februar 1912).
1921 machte Johann Modler sich selbständig und erwarb die Aschaffenburger Maschinenfabrik Friedrich Klug. Diese Firma existiert noch als Johann Modler GmbH in Aschaffenburg.